# Raymond Berniolle
Raymond Berniolle, né le 14 mai 1855 et mort le 16 septembre 1928 à Quérigut (Ariège). Il est inhumé à Sainte-Savine (Aube), est un homme politique français.

## Biographie
Professeur de mathématiques au lycée de Troyes, il est maire de Sainte-Savine pendant vingt-quatre ans, de 1904 à 1928 et conseiller d'arrondissement. Il est député de l'Aube de 1910 à 1914, inscrit au groupe de la Gauche radicale.
Une rue et une école maternelle de Sainte-Savine portent son nom.

## Décorations et distinctions
- Chevalier de la Légion d'honneur (décret du 8 janvier 1921) (Ministère de l'Intérieur)